# Österreichische Eishockey-Meisterschaft 1924/25
Die Saison 1924/25 war die dritte Austragung der österreichischen Eishockey-Meisterschaft, die vom OeEHV organisiert wurde und im Februar 1925 abgebrochen wurde.

## 1. Klasse
In der 1. Klasse wurden fast alle Meisterschaftsspiele, bis auf vier ausstehende Partien, ausgetragen, da der Wiener Eislauf-Verein seine Kunsteisbahn zur Verfügung stellte.
Ende Februar 1925 wurde die Meisterschaft durch den Vorstand des Eishockeyverbands (OeEHV) abgebrochen, wobei nur der WEV alle seine Spiele ausgetragen (und gewonnen) hatte und uneinholbar in Führung lag. Daher wurde der WEV mit Ehrenplaketten als Beste Wiener Eishockeymannschaft ausgezeichnet.
Tabellensituation bei Abbruch der Meisterschaft:
| Pl. |                       | Sp | S | U | N | Tore  | Punkte |
| 1.  | Wiener Eislauf-Verein | 5  | 5 | 0 | 0 | 65:03 | 10     |
| 2.  | Cottage EV            |    |   |   |   | 22:12 | 4      |
| 3.  | Pötzleinsdorfer SK    |    |   |   |   | 10:13 | 2      |
| 4.  | Wiener AC             |    |   |   |   | 10:26 | 2      |
| 5.  | VfB Wien              |    |   |   |   | 05:19 | 2      |
| 6.  | Training Eisklub      |    |   |   |   | 06:39 | 2      |

## 2. Klasse
Teilnehmer
- Sportclub Nicholson
- Wiener Bewegungssport-Club
- Floridsdorfer AC
- Österreichische Lehrer-Sportvereinigung
- SC Hakoah Wien
- Sportvereinigung Korneuburg
- Sportclub Red Star
- Eislauf-Verein Stockerau

Die Meisterschaft der 2. Klasse wurde ausschließlich auf Natureisbahnen ausgetragen. Aufgrund der milden Witterung kam es nur zur Austragung vereinzelter Spiele, so dass der Wettbewerb im Februar 1925 abgebrochen wurde.